# Championnats du monde de pelote basque 2002
Navigation
Mexico 1998 Mexico 2006
Les championnats du monde de pelote basque 2002, 14e édition des championnats du monde de pelote basque, ont lieu du 21 au 30 août 2002 à Pampelune, Estella-Lizarra et la Vallée d'Egüés en Espagne. Organisés par la Fédération internationale de pelote basque et la Fédération espagnole de pelote, ils réunissent 14 nations qui se disputent 14 titres mondiaux.

C'est la seconde fois que la Navarre (et Pampelune) organise ces championnats du monde après l'édition de 1962. L'Espagne domine cette édition.

## Organisation

### Nations participantes
Quatorze nations  prennent part à ces 16e championnats du monde : 
| - Argentine - Belgique - Brésil - Canada - Chili | - Cuba - Espagne - États-Unis - France - Mexique | - Pérou - Philippines - Uruguay - Vénézuela |

Deux nations ne se présentent finalement pas: le Maroc (inscrit aux 2 spécialités de paleta gomme en trinquet et fronton) et la République dominicaine (inscrite pour le frontenis masculin et féminin).

### Lieux de compétition

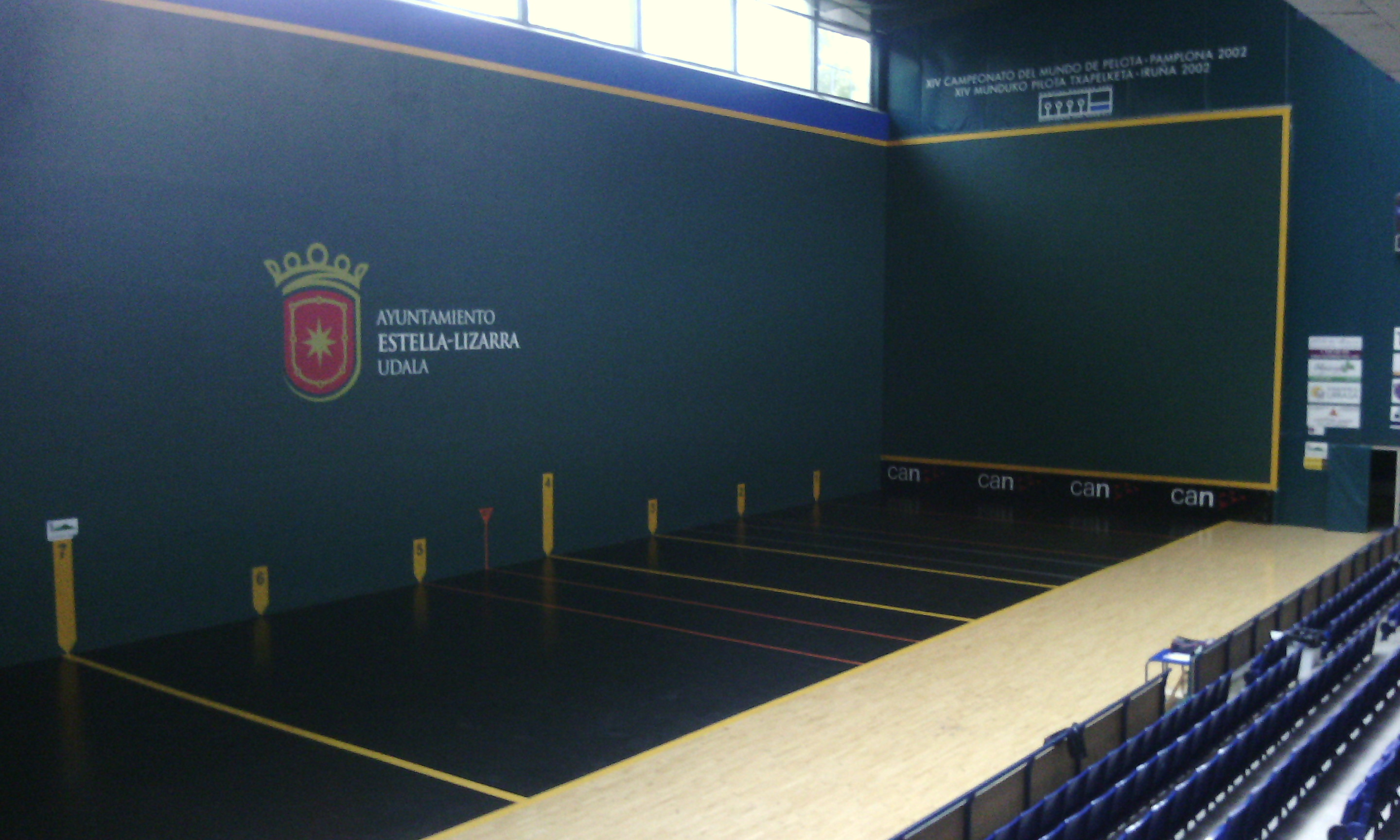
Fronton Remontival à Estella-Lizarra

Six lieux accueillent les compétitions: 
- le fronton court (30 m) de l'infrastructure multisports de Vallée d'Egüés: construit en 1999, il dispose d'une capacité de 700 places;
- les frontons (36 m) Labrit (à Pampelune) et Remontival (à Estella-Lizarra): construit en 1952, le fronton Labrit a déjà servi lors de championnats du monde de 1962. Le fronton Remontival quant à lui, est construit spécialement pour l'occasion. Chacun dispose de 1000 places de capacité;
- le fronton large (54 m) Euskal Jaï Berri;
- les trinquets Mendillori et du Club Tenis.

### Épreuves et inscriptions
| Spécialités          | Spécialités                    | Spécialités                    | Nations inscrites      | Nations inscrites      | Nations inscrites | Nations inscrites | Nations inscrites | Nations inscrites | Nations inscrites    | Nations inscrites      | Nations inscrites    | Nations inscrites  | Nations inscrites | Nations inscrites       | Nations inscrites    | Nations inscrites    |
| Spécialités          | Spécialités                    | Spécialités                    | Drapeau de l'Argentine | Drapeau de la Belgique | Drapeau du Brésil | Drapeau du Canada | Drapeau du Chili  | Drapeau de Cuba   | Drapeau de l'Espagne | Drapeau des États-Unis | Drapeau de la France | Drapeau du Mexique | Drapeau du Pérou  | Drapeau des Philippines | Drapeau de l'Uruguay | Drapeau du Venezuela |
| -------------------- | ------------------------------ | ------------------------------ | ---------------------- | ---------------------- | ----------------- | ----------------- | ----------------- | ----------------- | -------------------- | ---------------------- | -------------------- | ------------------ | ----------------- | ----------------------- | -------------------- | -------------------- |
| Trinquet             | Pelote à main nue (individuel) | Pelote à main nue (individuel) | ●                      | ●                      |                   |                   |                   | ●                 | ●                    | ●                      | ●                    | ●                  |                   |                         | ●                    | ●                    |
| Trinquet             | Pelote à main nue (par équipe) | Pelote à main nue (par équipe) | ●                      | ●                      |                   |                   |                   | ●                 | ●                    | ●                      | ●                    | ●                  |                   |                         |                      | ●                    |
| Trinquet             | Paleta, pelote de cuir         | Paleta, pelote de cuir         | ●                      |                        |                   |                   | ●                 |                   | ●                    |                        | ●                    | ●                  |                   |                         | ●                    |                      |
| Trinquet             | Paleta, pelote de gomme        | H                              | ●                      |                        | ●                 |                   | ●                 |                   | ●                    | ●                      | ●                    | ●                  |                   |                         | ●                    |                      |
| Trinquet             | Paleta, pelote de gomme        | F                              | ●                      |                        | ●                 |                   | ●                 | ●                 | ●                    | F                      | ●                    | ●                  |                   |                         | ●                    | ●                    |
| Trinquet             | Xare                           | Xare                           | ●                      |                        |                   |                   |                   | ●                 | ●                    |                        | ●                    | ●                  |                   |                         |                      |                      |
| Fronton de 30 mètres | Paleta, pelote de gomme        | Paleta, pelote de gomme        | ●                      | ●                      | ●                 | ●                 | ●                 | ●                 | ●                    | ●                      | ●                    | ●                  |                   |                         | ●                    | ●                    |
| Fronton de 30 mètres | Frontenis, pelote de gomme     | H                              | ●                      |                        | ●                 |                   | ●                 | ●                 | ●                    | ●                      | ●                    | ●                  |                   |                         | ●                    |                      |
| Fronton de 30 mètres | Frontenis, pelote de gomme     | F                              | ●                      |                        | ●                 |                   |                   | ●                 | ●                    | ●                      | ●                    | ●                  | ●                 |                         |                      | ●                    |
| Fronton de 36 mètres | Pelote à main nue (individuel) | Pelote à main nue (individuel) |                        |                        |                   |                   |                   |                   | ●                    | ●                      | ●                    | ●                  |                   |                         |                      | ●                    |
| Fronton de 36 mètres | Pelote à main nue (par équipe) | Pelote à main nue (par équipe) |                        |                        |                   |                   |                   | ●                 | ●                    | ●                      | ●                    | ●                  |                   |                         |                      | ●                    |
| Fronton de 36 mètres | Paleta, pelote de cuir         | Paleta, pelote de cuir         | ●                      |                        |                   |                   | ●                 | ●                 | ●                    | ●                      | ●                    |                    |                   | ●                       | ●                    |                      |
| Fronton de 36 mètres | Grosse pala (Pala corta)       | Grosse pala (Pala corta)       | ●                      |                        | ●                 |                   |                   | ●                 | ●                    |                        | ●                    | ●                  |                   |                         | ●                    | ●                    |
| Fronton de 54 mètres | Cesta punta                    | Cesta punta                    |                        |                        | ●                 |                   |                   | ●                 | ●                    | ●                      | ●                    | ●                  |                   | ●                       |                      | ●                    |

## Palmarès
| Épreuves                       | Épreuves                       | Or                                                                                   | Argent | Bronze                                                                                  |
| ------------------------------ | ------------------------------ | ------------------------------------------------------------------------------------ | --- | --------------------------------------------------------------------------------------- |
| Trinquet                       |                                |                                                                                      | |                                                                                         |
| Pelote à main nue (individuel) | Pelote à main nue (individuel) | Cuba- Waltary Agusti                                                                 | Mexique- Heriberto López Molotla - Silverio Landa                                                            | France- André Kurutcharry - Jean-Pierre Idiart                                          |
| Pelote à main nue (par équipe) | Pelote à main nue (par équipe) | Mexique- Sergio Beltrán - Pedro Santamaria - Ángel Serralde                          | Cuba- Waltary Agusti - Alejandro Quesada                                                                     | France- Sébastien Sorhuet - Marc Berasategui - Hervé Etcheverry - Jean-Michel Mougica   |
| Paleta, pelote de cuir         | Paleta, pelote de cuir         | France- Christophe Cazemayor - Arnaud Bergerot - Ramuntcho Amestoy                   | Espagne- Jesús A. Eslava (Eslava II) - Francisco Rodriguez - Javier Marculeta - Aritz Altadill (Altadill II) | Argentine- Pablo Fusto - Abadía - Darío Rolletelni - Gustavo Ugarte                     |
| Paleta, pelote de gomme        | H                              | Argentine- Juan Miró - Luis Cimadamore - Javier Nicosía - Andrés Dick                | Uruguay- Laureano Barreiro - Gustavo Hernández                                                               | France- Stéphane Suzanne - Yon Hernandorena - Patrick Lissar - Patrick Ladebat          |
| Paleta, pelote de gomme        | F                              | France- Stéphanie Leiza - Maritxu Housset - Maika Chembero - Sandrine Halsouet       | Espagne- Susana Muneta - Maïder Mendizábal - Maïté Ruiz - Goiatz Manzisidor                                  | Argentine- Verónica Stelle - María Schettino                                            |
| Xare                           | Xare                           | France- Mattin Celan - Peio Sanglar - Joel Sistiague - Olivier Laberdesque           | Espagne- José Ignacio (Joxi) Lopetegui - José Luis Larrarte - Juantxo Larrarte - Manuel Molina               | Cuba- Yadier Molina - Abel Toledano                                                     |
| Fronton de 30 mètres           |                                |                                                                                      | |                                                                                         |
| Paleta, pelote de gomme        | Paleta, pelote de gomme        | Argentine- Javier Nicosia - Marcelo Franco - Callarelli - Ergeta                     | Mexique- Homero Hurtado - Edgar Salazar - Jorge Loaiza                                                       | Espagne- Iván Martinez - Moisés Boils - Raul - Iván Jiménez                             |
| Frontenis, pelote de gomme     | H                              | Mexique- Alberto Rodríguez - Gustavo Miramontes - David Hernández - Eduardo Villegas | Espagne- Santiago Ramírez - Jorge Frías - Sergio Vega - Juan G. Iranzo                                       | Cuba- Joel Fernández - Alfredo Alvarez                                                  |
| Frontenis, pelote de gomme     | F                              | Mexique- María Elena González - Guadalupe Hernández - Paulina Castillo               | Espagne- Raquel Micó - Izaskun Hernando - Marina García                                                      | France- Sophie Claverie - Claire Bordagaray - Marie-Christine Rolet - Christine Dothen  |
| Fronton de 36 mètres           |                                |                                                                                      | |                                                                                         |
| Pelote à main nue (individuel) | Pelote à main nue (individuel) | Espagne- Oinatz Bengoetxea - Ander Agesta                                            | Mexique- Javier Marín - Fernando Medina                                                                      | France- Christophe Elissalde - Laurent Lambert                                          |
| Pelote à main nue (par équipe) | Pelote à main nue (par équipe) | Espagne- Javier Larraya - Aitor Navarro - Castellanos - Álvaro Oquiñena              | France- Michel Berra - Thierry Harismendy - Hervé Bonetbelche - Alain Yustede                                | Mexique- Francisco Vera - Pedro Olivos - Orlando Tapia                                  |
| Paleta, pelote de cuir         | Paleta, pelote de cuir         | Espagne- Jose Javier Larrea - Raul Oroz - Jabier Urriza - Galan                      | France- Thierry Nasciet - Christian Latxague - Inaki Arrosagaray - Jeannot Welmant                           | Argentine- Pablo Fusto Fusto - Abadia - Darío Rolletelni Rolletelni                     |
| Grosse pala (Pala corta)       | Grosse pala (Pala corta)       | Espagne- Gaubeca - Jesús Erburu (Erburu II) - Javier Zozaya - Velilla                | France- Pantxo Laffitte - Benoit Dupruilh - Jean-Pierre Michelena - Patrice Bourda                           | Mexique- Francisco Mendiburu - Rodrigo Ledesma - Pedro Aguirre                          |
| Fronton de 54 mètres           |                                |                                                                                      | |                                                                                         |
| Cesta punta                    | Cesta punta                    | France- Laurent Garcia - Albert Iturria - Christophe Olha - Patrice Berdoulay        | Espagne- Iker Foronda - Imanol López - Igor Odriozola - Igor Etxaniz                                         | Mexique- Juan Carlos Sierra - Francisco Valdés - Juan Manuel Sierra - Juan Pablo Valdés |

## Tableau des médailles
| Rang  | Nation    | Or | Argent | Bronze | Total |
| ----- | --------- | -- | ------ | ------ | ----- |
| 1     | Espagne   | 4  | 6      | 1      | 11    |
| 2     | France    | 4  | 3      | 5      | 12    |
| 3     | Mexique   | 3  | 3      | 3      | 9     |
| 4     | Argentine | 2  | 0      | 3      | 5     |
| 5     | Cuba      | 1  | 1      | 2      | 4     |
| 6     | Uruguay   | 0  | 1      | 0      | 1     |
| Total | Total     | 14 | 14     | 14     | 42    |